# Palazzo Adriano
Palazzo Adriano – miejscowość i gmina we Włoszech, w regionie Sycylia, w prowincji Palermo.
Według danych na rok 2004 gminę zamieszkiwało 2530 osób, 19,6 os./km².